# エラスモサウルス
エラスモサウルス（Elasmosaurus）は、最もよく知られている首長竜で、中生代白亜紀後期の北アメリカに生息していた。分類は爬虫綱 - 双弓亜綱 - 首長竜目 - プレシオサウルス亜目 - エラスモサウルス科。一般には「くびながりゅう」で通用しているが、正しい和名は長頸竜（ちょうけいりゅう）。学名は「リボンのトカゲ」を意味する。

## 形態

人間との大きさ比較

首の長さは6.1-7.1メートルと首長竜の中でも極めて長く、全長は10.3メートルに達する。首は76個の頸椎からできていて、自分の身体の側面まで自在に動かすことができたといわれる。ただしこうした動きは水の抵抗を高めるため、泳ぎながら首を曲げる動作はしなかったのではないかとされる。ビア樽状の胴体は短く、腹肋を持っていたため柔軟性に欠け、尾は短く鰭は無い。そのため胴体をくねらす泳ぎ方は出来なかった。四肢は鰭脚になっており、前方の一対の方が長い。

## 生態

エラスモサウルスの首の柔軟性

エラスモサウルスの首は下方向に75–177度、上方向に87–155度, 横方向に94–176度動いたとされる。1869年にコープが推定したような、白鳥のように首を水面から出す姿勢を行うことは不可能であったとされた。その長い首の役割は不明ではあるものの、首を下向きに動かすことで、海底に近い場所に生息する獲物を捕食することが可能であったと推測されている。3Dモデルを用いた推測では、長い首を持つ首長竜は短い首を持つものと比べて抗力は通常増加していないが、首を横に曲げた姿勢では増加することが分かった。また、別の研究では、長い首は前方へ泳ぐ際の抵抗が増加するが、大きな胴体によって相殺されるとも推測されている。
コープによる原記載では、胃の内容物から魚の鱗が発見されたという内容が記されている。エラスモサウルス類は漂泳区分帯における活発な捕食者であったとみられ、近縁のスティクソサウルスの例ではエンコドゥスなどを捕食していたということがわかっている。これに混じって時折胃石が発見されることがあるが、これには遠く離れた場所の石が混ざっていることもあり、遠洋まで遊泳する習性があったとされる。
繁殖形態は、上陸が困難であると推定されることから、おそらくは卵胎生であったのではないかとされる。

## 化石戦争
1867年、北アメリカで発見された化石は古生物学者エドワード・ドリンカー・コープの元に持ち込まれたが、この化石は脊柱と肩帯、腰帯の一部のみの不完全なものであった。これを復元する際、コープは仮想の頭骨を尾の先につけるというミスをしてしまい、そのまま論文で発表してしまった。
これが誤りであると指摘したのは、当時まだ交流があったオスニエル・チャールズ・マーシュであった。この際の遺恨が後に「Bone Wars」とよばれる化石発掘闘争へと発展した。